# Stavroúla Samará
Stavroúla Samará (en grec moderne : Σταυρούλα Σαμαρά), née le 8 juillet 1994,  est une gymnaste artistique grecque.
Elle a participé à des championnats du monde, notamment aux championnats du monde de gymnastique rythmique de 2010, 2011, 2013, 2014 et 2015. En 2015, elle a participé aux Jeux européens à Bakou, en Azerbaïdjan.
Elle a également participé aux Jeux olympiques d'été de 2012 à Londres. Elle faisait partie de l'équipe grecque de gymnastique rythmique aux Jeux olympiques d'été de 2016 à Rio de Janeiro. L'équipe a terminé 13e en qualification et ne s'est pas qualifiée pour la finale. 